# Anolis apollinaris
Anolis apollinaris är en ödleart som beskrevs av  George Albert Boulenger 1919. Anolis apollinaris ingår i släktet anolisar, och familjen Polychrotidae. Inga underarter finns listade i Catalogue of Life.